# Cazadora (Helena Bertinelli)
La Cazadora, también conocida como Helena Rosa Bertinelli, es una superheroína ficticia que aparece en cómics estadounidenses publicados por DC Comics. Basado en la Cazadora de la Tierra-Dos (Helena Wayne), ella es uno de varios personajes de DC para llevar el nombre de Cazadora. También fue, durante un tiempo, una de las versiones de Batgirl y fue miembro de los Birds of Prey durante mucho tiempo. En los cómics de la nueva continuidad de DC Los Nuevos 52, Helena Bertinelli es un alias usado por Helena Wayne mientras que la verdadera Helena Bertinelli es un agente de la organización espía Spyral.
En las dos primeras temporadas de Arrow, Helena Bertinelli es interpretada por la actriz Jessica De Gouw. El personaje hará su debut cinematográfico en la próxima película del Universo extendido de DC, Birds of Prey (y Fantabulous Emancipation of One Harley Quinn) (2020), interpretada por Mary Elizabeth Winstead.

## Historia de la publicación
Helena Bertinelli fue presentada en su propia serie Cazadora, escrita por Joey Cavalieri y dibujada por Joe Staton, cocreador y artista de mucho tiempo de la Cazadora Helena Wayne. Staton recordó: "Creo que Paul Levitz se dio cuenta de que sentía que mi participación con Helena había sido abruptamente cortada [por los sucesos de Crisis on Infinite Earths, así que siempre estuve en línea para ser parte de cualquier reelaboración del personaje no recuerdo cómo Joey Cavalieri llegó a ser el escritor en la versión de Helena Bertinelli, pero creo que hicimos un buen trabajo en esa carrera. Helena Bertinelli nunca podría tener la profunda resonancia de Helena Wayne, porque no tenía toda la historia de Batman/Catwoman a su mando, pero Joey la trabajó en un mito diferente, el de la multitud, también oscuro, noirish.

## Biografía del personaje ficticio

### Origen

#### Serie Cazadora
En la serie Cazadora  de 1989, Helena Bertinelli nació en una de las familias mafiosas más famosas de Ciudad Gótica. En esta interacción del personaje, fue secuestrada cuando era una niña (de 6 años) y violada por una mafia rival puramente para torturar psicológicamente a su padre, volviéndose una niña introvertida. Sus padres, Guido y Carmela, la envían a un internado y asignan un guardaespaldas para su protección donde aprende todas las formas de combate. Después de que ella sea testigo del asesinato ordenado por la multitud de sus padres a la edad de 19 años, las cruzadas para poner fin a la mafia. Ella viaja, acompañada y entrenada por su guardaespaldas Sal, antes de regresar a Gótica para hacer su debut como la Cazadora.

#### Llora por sangre
El origen de la cazadora fue modificado en el año 2000 en la serie limitada Batman/Huntress: Cry for Blood de seis números escrita por Greg Rucka, obra de Rick Burchett y Terry Beatty. Helena Rosa Bertinelli es testigo del asesinato de toda su familia en su hogar cuando tiene 8 años; una joven Helena Rosa Bertinelli cree que Franco Bertinelli es su padre, pero su padre es en realidad Santo Cassamento, el jefe de una familia mafiosa rival, que estaba llevando a cabo un romance con la madre de Helena, María. Helena está enmarcada por dos asesinatos, lo que la pone en conflicto directo con Batman y Nightwing. En un prolongado retiro con Richard Dragón y Víctor Sage (Pregunta), trata de lograr un mejor equilibrio emocional, regresando a Gótica para enfrentar a su verdadero padre y aprender más sobre el asesinato de su familia. Ella se enfrenta a una elección entre la mujer más ética en la que se está convirtiendo y la anterior Helena, que todavía oye la llamada de venganza como "La sangre llora por sangre".

#### Cazadora: Año Uno
Cazadora protagonizó su propia serie de seis quincenal-semestral de mayo a julio de 2008 por Ivory Madison y Cliff Richards. La historia relata y se expande al comienzo de la carrera de vigilante de Helena. Ella está en Sicilia, días después de cumplir 21 años y recibir la herencia por el asesinato de su familia, que ocurrió ante sus ojos cuando tenía ocho años. Aprendiendo más sobre el asesinato de su familia, Helena adopta un disfraz de traje y armamento para buscar venganza, enfrentando no solo a los hombres que ordenaron la muerte de su familia, sino al asesino mismo.
En el proceso, se establece a sí misma más enojada y con más violenta que un héroe disfrazado estándar, prefigurando conflictos con héroes más tarde, predominantemente con Batman. Ella se cruza con Barbara Gordon (destinada, como Oráculo, a ser un amigo cercano y colega), Catwoman, y Batman, que se convertirá en mentor parcial, antagonista parcial durante su carrera posterior como un superhéroe de Gótica. Ella afirma que su compulsión se deriva del momento antes de que su familia fue asesinada, cuando ella cree que podría haber actuado para salvarlos. La historia termina con ella renunciando al legado Bertinelli del crimen y "bautizándose" a sí misma "La Cazadora".

### Relación con Batman
Batman rara vez acepta a la Cazadora, considerándola impredecible y violenta. Sin embargo, cuando el Comisionado Gordon pregunta a Batman sobre su actitud hacia la Cazadora, Batman responde; "Sabes exactamente por qué no la apruebo ... No eres el único que recuerda a Barbara" - en referencia a Barbara Gordon, que anteriormente había combatido el crimen como Batgirl. Otros en la familia Batman se sienten de manera diferente; por ejemplo, Tim Drake tiene una buena relación con ella. Al principio de su carrera, trabaja con la mujer vigilante, y más tarde despeja su nombre en un caso de asesinato.
Cazadora está implicada brevemente con la Liga de la Justicia Internacional, cuando se encuentra con Escarabajo Azul que tiene un lavado de cerebro y que intenta asesinar a Maxwell Lord. La Liga le pide que se una, aunque los miembros de la Liga la ayudan en uno de sus casos y ella recibe una gira por la embajada del grupo en la Ciudad de Nueva York, ella nunca se une oficialmente al equipo.
Durante la reestructuración de la Liga tras la crisis de Rock of Ages, Batman patrocina la membresía de Cazadora en la Liga de la Justicia, esperando que la influencia de otros héroes aplacen a su actitud, y por algún tiempo ella se convierte en un miembro respetado de la Liga. Bajo la guía de héroes como Superman, Helena crece en confianza, incluso jugando un papel clave en la derrota de Solaris durante la historia de DC One Million; inspirada en las cápsulas de tiempo que los estudiantes de su clase habían estado haciendo, se da cuenta de que tenían más de 800 siglos para establecer un plan que resultaría en la derrota de Solaris en el futuro. También ayuda a la Liga a derrotar a enemigos como Prometheus y alienta a Linterna Verde a combatir el hipnopenol de la Abeja Reina durante su invasión a la Tierra. Ella es obligada más adelante a dimitir después de que Batman la para de matar a Prometheus mientras que él estaba incapacitado.

### Carrera en Gótica

#### Tierra de nadie
En la historia de No Man's Land de 1999, un terremoto afecta Ciudad Gótica. El gobierno de los Estados Unidos declara Ciudad Gótica "Tierra de Nadie", y Batman desaparece. Para poner orden a la ciudad, Cazadora asume el manto de Batgirl, y descubre que los criminales la temen más como Batgirl que como Cazadora. Batgirl no protege el territorio de Batman de Dos Caras y su pandilla de más de 200 criminales, lo que lleva a una discusión entre ella y Batman. Cazadora se niega a seguir las órdenes exactas de Batman y abandona el traje de Batgirl.
Los equipos de caza con el exoficial de policía Petit y sus hombres, que se habían separado del grupo liderado por el ex comisionado James Gordon. Petit creía que la fuerza extrema era la única manera de sobrevivir a la "tierra de nadie"". Batman intencionalmente llevó a Cazadora a unirse con Petit, sabiendo que podía mantener a Petit en la fila y evitar que le hiciera daño a gente inocente. En Nochebuena, el Joker ataca el complejo de Petit. Petit es asesinado y la Cazadora se pone de pie, apenas sobreviviendo al ataque mientras el Joker y sus hombres invadían el complejo. Batman y Nightwing intervienen a tiempo y Cazadora es llevado a un hospital de campo operado por fuerzas que quieren reconstruir Ciudad Gótica.

#### Aves de presa y los forasteros
Helena se involucra con Oráculo y Canario Negro en la serie Birds of Prey. se vincula con Canario Negro cuando se oponen a un hombre llamado Braun, que había seducido y los dejó a ambos. Cazadora sigue trabajando con el grupo, aunque su relación con Oráculo es tensa y a veces complicada debido a la imprudencia de Helena y la naturaleza controladora de Barbara.
Ella es uno de los agentes de tiempo completo de Oráculo en Birds of Prey #68, después de responder inmediatamente a la llamada interceptada de Barbara por ayuda (destinada a Dinah Lance). Con dos agentes activos en rotación, la carga de trabajo más ligera permite que Oráculo establezca trabajos diarios para Cazadora y Canario Negro; como maestra de escuela primaria y florista, respectivamente. La realización de su sueño de infancia de enseñar le da a Helena un gran sentido de plenitud e inspira su mayor sentido de protección. Durante un tiempo su sinceridad continúa poniéndola en desacuerdo con Barbara e incluso con Dinah, pero finalmente su interés y deseo de ayudar a sus colegas gana su confianza, y ella se convierte en un miembro valioso e integral del equipo.
Durante el arco de los "Cazadores de Héroes" de Birds of Prey, Cazadora se da cuenta de que Oráculo la ha estado manipulando psicológicamente para hacerla "comportarse" apropiadamente, de la misma manera que un maestro intenta reformar a un niño problemático y abandona el grupo. Ella más tarde se reúne junto con la recién llegada Lady Blackhawk que se convierte como otro miembro principal para el equipo. Después de la salida de Canario Negro del equipo en Birds of Prey #99, Helena se convierte en el más veterano y de confianza de Oráculo, y la comandante de campo.
Helena apareció en la historia de Hush. Ella salva la vida de Batman de una banda criminal después de que sufre una fractura de cráneo en una caída. Batman se da cuenta de que ella es: "Igual a como era yo cuando empecé a salir", y "ella es mejor de lo que sabe ..." En la historia, Helena continúa una pelea con El Espantapájaros. Más tarde aparece con un nuevo traje y equipo, pagado por Thomas Elliot. Mientras que bajo la influencia de la toxina del miedo del espantapájaros, lucha contra Catwoman
A Cazadora se le pide que llene un lugar vacío dentro de los Outsiders después de que Arsenal sufra lesiones graves en una misión. Ella deja el equipo después de solo una misión.

#### Un año después
En 2006, las narraciones de la mayoría de la serie de superhéroes de los cómics de DC saltaron "Un año". En las historias de Un año después, Cazadora trabaja con el grupo de Oráculo. Con la salida de Canario Negro del equipo (edición #99), en la edición #100 Cazadora se convierte en la comandante de campo del equipo.
La Cazadora vuelve más tarde a Gótica después de que los pájaros se disuelvan, ayudando a Cassandra Cain en mantener orden después de que Gótica desciende en caos durante el evento de Battle for the Cowl.
Unida con Lady Blackhawk y Grace Choi, Cazadora más tarde ayuda a su interés amoroso Catman y su equipo el Seis Secretos en una batalla contra Nerón en Get Out Of Hell Free Card.

#### Día más brillante
Durante el evento Brightest Day, Oráculo reúne a las Aves de presa de nuevo en Gótica. Además de reunir al grupo, Oráculo agrega Hawk y Dove al equipo. La cazadora ayuda a Canario Negro (que había abandonado la Liga de la Justicia), en una batalla contra una nueva villana que se hace llamar "Canaria Blanca". Las Aves de presa pronto ponen en marcha una alianza incómoda con el Pingüino, que finalmente los traiciona y lesiona severamente a Zinda y Hawk. También intenta matar a Cazadora, pero ella y Dove fácilmente lo derrotan. Mientras Dove lleva a Hawk y a Zinda a un hospital, Cazadora ata y mordaza al Pingüino con cinta adhesiva, con la intención de llevar al villano preso para interrogarlo. Después de ser informado por Oráculo de que tiene que abandonar el Pingüino y dejarlo libre, Cazadora considera asesinarlo a sangre fría, pero en su lugar opta por dejarlo vivo.

### Los nuevos 52
En el estreno de Worlds 'Finest (reinicio de DC en Los nuevos 52), se revela no solo que la Cazadora del universo anterior a Flashpoint es Helena Wayne de la Tierra 2, sino que Helena Bertinelli ha estado muerta desde hace mucho tiempo y que todos los las hazañas de Cazadora como Helena Bertinelli fueron cometidas por Helena Wayne actuando en su nombre.
En mayo de 2014, los escritores Tim Seeley y Tom King de la serie de DC Grayson, reveló que en la Primera Tierra Helena Bertinelli aparecerá en la serie como un espía y socio de Dick Grayson.
Helena Bertinelli, de Prime Earth, se revela ser un agente de la organización Spyral, quien se presumía estaba muerta para el mundo exterior. Esta encarnación del personaje es una mujer italiana de piel oscura para evitar que los lectores la confundan con Helena Wayne de la Tierra 2 según el escritor de la serie Grayson Tim Seeley. Su origen se amplía en Grayson Annual # 1 (febrero de 2015). Helena es descrita como "la mujer más buscada del mundo", la nieta de Frank Bertinelli y la heredera de "toda la mafia siciliana", que "desapareció" hace cinco años; su desaparición es legendaria entre los criminales.
En la historia del Agent of Spyral ella es la Matrona del internado de San Adrián para las niñas y una maestra misma. Ella rescata Leslie Thompsons de una incursión por "Der Faust Die Kane" (que se traduce a "El Puño de Caín"), un culto de despoblación terrorista compuesto de asesinos en serie y a sueldo. Durante un interrogatorio, tanto el director de Spyral Minos como Helena descubren la identidad secreta de Batman. Más tarde, es la persona que selecciona a Dick Grayson como candidato para unirse a Spyral. Minos entonces recluta a Dick Grayson como agente 37 y socio de Helena. Ambos están encargados del deber de recuperar los Órganos Paragon, que antes pertenecían a Paragon. Cada órgano otorga un poder diferente de la Liga de la Justicia; sin embargo, estos órganos también son muy buscados por otras organizaciones de inteligencia como A.R.G.U.S y Checkmate. Tanto ella como su pareja se encuentran con Midnighter, que intenta frustrar la agenda actual de Spyral.
Minos envía a Helena y a Dick para recuperar el cerebro de Paragon, que tiene las habilidades telepáticas del Detective Marciano, pero llegan demasiado tarde. Dick luego desaparece y Helena descubre que el puño de Caín tomó el Cerebro y planea desencadenar un ataque psíquico en un mitin de paz en Tel Aviv y forzar a la gente a matarse entre sí. A medida que va hacia Tel-Aviv, se entera del destino de su pareja con el uso de las inmensas capacidades tecnológicas de Spyral llamada "Hypnos" y les informa que envíe los planes actuales a Midnighter. A medida que llega, se encuentra bajo ataque psíquico y debido al estrés de haber utilizado previamente Hypnos para interrogar y localizar a su pareja perdida, ella se sobrecarga. Sin embargo, Dick y Midnighter la ayudan. Mientras Helena hace todo lo posible para evitar que la multitud se mata, ella termina casi muerta por el líder del puño de Cain, Christian Fleisher. Ella es salvada por lo que parece ser el señor Minos. Después de que el plan es frustrado y Spyral recupera el cerebro, comenta que ella tenía varias lagunas de la memoria de exceso de trabajo mentalmente. Más tarde, como parte del juego final de Minos por los secretos de Spyral, le dispara con su propia ballesta en un intento de matarla. Sobrevive e informa a Grayson sobre el plan de Minos de matar al compañero de Spyral "Agent 1" (también a "Tigre"). Después de que Grayson rescate al Agente 1, reaparece y aparentemente mata a Minos, sin saber que en realidad lo que mató era un compuesto.
A raíz de la traición de Minos de Spyral y la muerte a manos del Agente Zero, Helena se convirtió en la nueva Directora de Spyral. Sin embargo, esto la puso en desacuerdo con Grayson, quien después de la desaparición de Batman después de su batalla con el Joker en "Endgame", comenzó a desmantelar Spyral con la ayuda del Agente 1, el Tigre. Grayson y Bertinelli eran peones en la mente retorcida del Dr. Otto Netz, que usó a sus dos hijas para jugar las agencias de superespionaje del mundo unas contra otras en un intento de hacerse cargo del cuerpo de alguien que él consideraba un receptáculo digno. Inicialmente eligiendo a Bertinelli, Netz atacó entonces la mente de Grayson, pero Grayson destruyó al villano mentalmente. En las secuelas, y como parte del evento DC Renacimiento, Helena salió de Spyral y asumió el manto de Cazadora, apareciendo en Batgirl y los Birds of Prey.

### DC Renacimiento
Al comienzo de la era DC Rebirth, Helena Bertinelli se cruza con Batgirl (Barbara Gordon) y Canario Negro (Dinah Lance) en Ciudad Gótica. El número #4 detalla su historia de origen como una princesa mafiosa que busca venganza por los asesinatos de su familia. Cazadora, Batgirl y Canario Negro cooperan para luchar contra enemigos comunes, allí descubre que su madre estaba a cargo de la operación y la confrontó solo para que la arrestaran.

## Otras versiones

### Flashpoint
En la línea de tiempo alternativa del evento de Flashpoint, Cazadora se unió a las Furias de las Amazonas.

### Tierra 2
La Cazadora de la Edad del Bronce fue Helena Wayne. El personaje es la hija de Batman y Catwoman de un universo alternativo establecido a principios de la década de 1960 (Multiverso) donde tuvieron lugar las historias de la Edad de Oro. En los cómics, Helena Wayne asume la identidad de Cazadora. Siendo la versión alternativa de Helena Bertinelli

### Injustice: Dioses entre nosotros
En la precuela cómica de Injusticia: Gods Among Us, Helena es miembro de la insurgencia de Batman, que combate el régimen de la Tierra de Superman, era muy cercana a Kate Kane y Renée Montoya, Helena es asesinada en una batalla contra Mujer Maravilla, lo que enojó Kate y fortaleciendo su decisión de luchar contra el régimen. Ella es una de las pocas personas fallecidas junto a Flecha Verde, Dick Grayson, Renee, James Gordon y Alfred Pennyworth.

## En otros medios

### Televisión

#### Acción en vivo
- Helena Bertinelli aparece en la serie de televisión de acción en vivo Arrow, interpretada por Jessica De Gouw. Presentado en los episodios "Muse of Fire" y "Vendetta", se la representa como la hija del mafioso de alto perfil Frank Bertinelli. Algún tiempo antes de que se lleve a cabo el episodio, Helena, que estaba comprometida con un hombre llamado Michael, había estado negociando con el FBI para llevar a su padre ante la justicia. Puso toda su información en una computadora portátil, que encontró su padre. Creyendo que la computadora portátil pertenecía al novio de Helena, Frank mató a Michael. Desde entonces, Helena ha estado sistemáticamente destruyendo la organización de su padre. Mientras trata de matar a un hombre corrupto que trabaja para su padre, casi matando a Moira Queen. Oliver rastrea a Helena y se entera de su identidad secreta como vengadora con su propia causa. Él comienza a salir con ella para aprender más sobre sus motivos. Cuando descubre su identidad como Arrow, comienzan una aventura romántica. Durante su breve tiempo juntos, Oliver trata de cambiar su causa y le enseña la diferencia entre la justicia y la venganza, convirtiéndola en su protegida. Ella asume una identidad secreta, usando el traje tradicional de Cazadora, aunque no se conoce con ese nombre. Después de enterarse del interés de Oliver por Laurel, creyendo que ella era simplemente un juguete y no la relación más seria que creía que estaban desarrollando, se vuelve contra él, revela su identidad a su padre y sale de la ciudad después de informar a Oliver que no la siga a menos que él quiere que revele su identidad. Helena aparece más tarde en el episodio "The Huntress Returns". Después de pasar algunos meses fuera del país, regresa a Starling City después de escuchar que su padre estaría en protección de testigos en lugar de en la cárcel si testificara en contra de otros. Helena llama la atención de la policía y Oliver después de matar al abogado de su padre. Posteriormente, se contacta con Oliver, diciendo que necesita ayuda contra los mariscales que protegían a su padre, y que si no ayudaba, haría daño a alguien a quien ama. Después de buscar por primera vez el camión de transporte para su padre, Helena es capturada por la policía. Después de pasar algún tiempo en la cárcel, Oliver la libera y le da una nueva identidad para que abandone la ciudad. En cambio, ella roba una ballesta y amenaza a la amiga hacker de Oliver, Felicity, para descubrir dónde está ubicada la casa segura de su padre. Después de que Helena mata a unos pocos mariscales, Oliver la encuentra y pelean mientras su padre escapa al bosque. Oliver le dispara una flecha a Helena, y Helena revela que mientras ella ha estado entrenando para atrapar flechas, atrapando la flecha que estaba destinada a matarla. Helena escapa, prometiendo que no se detendrá hasta que su padre esté muerto. En el episodio "Three Ghosts" de la temporada 2, Barry Allen se encuentra en la cueva de Arrow con Diggle y Felicity, sugieren que Helena actualmente se considera un enemigo. Regresa en "Birds of Prey" cuando Arrow y Canario, Sara Lance, ayudan a SCPD a traer a su padre. En el juicio de su padre, ella lo embosca, pero es interrumpido por la SCPD, toda la prueba es una trampa, lo cual es desconocido para Laurel Lance. Luego, una banda de matones toma rehenes cuando Oliver consigue a Frank y Laurel está atrapada adentro con ella. El canario viene a ayudar a su hermana y pelea. Ella trata de usar la muerte de Tommy Merlyn que llevó a su adicción al alcoholismo para ayudar a convencer a Helena para que termine con esto. Helena no escucha y después de que Oliver acepta entregar a Frank a cambio de Laurel, toma a Laurel y se escabulle a un astillero para encontrarse con Sara y los dos. Frank luego se da cuenta de lo que ha convertido a su hija y se disculpa por el dolor que le causó y Arrow la insta a que no lo mate. Cuando está a punto de hacerlo, un miembro renegado de SWAT con odio a los vigilantes abre fuego y todos se dispersan. Oliver luego la ve bajo custodia policial, y admite que tenía razón en cómo la muerte de su padre no cambiaría nada y que en realidad se siente aún peor. Luego es llevada a la cárcel, y más tarde en "Seeing Red", Oliver narra cómo Sara no mató a Helena.[24]

#### Animado
- Helena Bertinelli apareció en la serie animada Liga de la Justicia Ilimitada, con la voz de Amy Acker. En el episodio "Cita Doble", su sed de venganza contra Steven Mandragora resulta en su expulsión de la Liga de la Justicia por el Detective Marciano. Flecha Verde y Canario Negro persiguen a Cazadora solo para encontrarla lista para matar a Mandragora hasta que Pregunta le habla y al ver al hijo de Steven Mandragora, Edgar Mandragora, cambia de opinión y decide no asesinarlo. Posteriormente, se convierte en el interés y compañera amorosa de Pregunta. En el episodio "Cuestión de Autoridad", Cazadora ayuda a Pregunta a descubrir una conspiración del gobierno y Cadmus. Después de que Pregunta fue capturada y torturada para obtener información, se comunica con Superman a través del comunicador de Jimmy Olsen y rescatan a Pregunta del Doctor Luna. En el episodio siguiente "Punto Álgido", Cazadora intenta salir de las instalaciones de Cadmus con Pregunta que estaba herido, mientras Superman pelea con el Capitán Átomo y más tarde tiene un momento con su amor herido. En el episodio "Pánico en el cielo", Cazadora defiende Pregunta cuando los clones Ultimen atacan la Atalaya (aunque sin éxito) hasta que el Capitán Átomo se haya recuperado lo suficiente como para salvarlos a ambos. Cazadora también aparece en el episodio "Máxima Rivalidad", en el que descubre a Ruleta usando a las miembros femeninas de la Liga para su "Glamour Slam", controlandolas mentalmente haciéndolas luchar entre sí, donde su rivalidad con Canario Negro llega a hervir. Ella juega un papel importante en la liberación de los otros héroes y el cierre de la organización detrás de las reyertas. Al final de este episodio, Canario Negro se ofrece a abogar porque la Cazadora sea reintegrada como miembro de la Liga de la Justicia, pero Cazadora rechaza la oferta. En cambio, las dos deciden luchar yendo a una última ronda, el ganador está determinado por "dos caídas de tres".
  - Esta versión también apareció en dos historietas spin-off del Universo animado. Ella aparece en Justice League Unlimited #2 y Batman and Robin Adventures #19.

- Helena Bertinelli apareció en Batman: The Brave and the Bold, con la voz de Tara Strong. Si bien la identidad real de esta versión es Helena Bertinelli, su traje se asemeja al traje de encarnación de la Tierra-Dos, y se le retrata como una joven profesora universitaria en lugar de una maestra de secundaria. En el episodio "Night of the Huntress!", Ayuda a Batman y Escarabajo Azul a detener a los gánsteres Baby-Face y Mrs. Manface. Escarabajo Azul se enamora de ella en el episodio. Cazadora luego corre por la supervivencia de la Tierra entre otros héroes y villanos en el episodio "Death Race to Oblivion!", Donde se enfrenta a una rivalidad con Catwoman. Ella finge su muerte durante la carrera para ayudar a Batman a ganar. Durante el episodio "The Siege of Starro! (Primera parte)", ella se muestra como uno de los numerosos héroes bajo el control mental de Starro. Se muestra a ella y a Escarabajo Azul atacando a los estudiantes en la universidad, y sometiéndolos bajo el mando de Starro mediante el uso de pequeños parásitos. Más tarde ataca al Capitán Maravilla, pero es fácilmente derrotada. Ella se muestra junto con los otros héroes en un papel sin habla en el episodio "El asedio de Starro! (Parte Dos)", habiendo sido liberado del control de Starro en este punto. Cazadora apareció en el episodio "The Mask of Matches Malone!", durante el musical "Birds of Prey" con Catwoman y Canario Negro.

### Película
- Una versión alternativa de Cazadora hizo un cameo como uno de los tenientes de Superwoman en Liga de la Justicia: Crisis en Dos Tierras.
- Ella aparece en Birds of Prey (y Fantabulous Emancipation of One Harley Quinn),[2] basada en el equipo de superhéroes del mismo nombre y ambientado en DC Extended Universe, se desarrolló con Christina Hodson firmada como guionista.[25] Para abril de 2018, Warner Bros. seleccionó a Cathy Yan como directora, con Margot Robbie, Sue Kroll y Bryan Unkless como productores del proyecto. Robbie repetirá su papel de Harleen Quinzel / Harley Quinn, siendo la película la primera instalación teatral con clasificación R en la franquicia y se realizará con un presupuesto significativamente más pequeño que algunas de las otras películas.[26] La lista del equipo incluirá a Quinzel, Dinah Lance / Black Canary, Helena Bertinelli / Cazadora, Cassandra Cain y Renée Montoya.[27]La producción comenzará el 15 de enero de 2019 en Los Ángeles.[28][29][30] Mary Elizabeth Winstead interpretará a Helena en la película.[31]La producción comenzó el 15 de enero de 2019 en Los Ángeles para una fecha de lanzamiento del 7 de febrero de 2020.[32][28][29][30][33] Como en el canon, ella es la única sobreviviente de la masacre de su familia en un ataque de la mafia rival, sobreviviendo porque estaba protegida por su madre y su hermano, y porque uno de los otros gánsteres presentes la llevó a un lugar seguro en Italia para ser criado por su padre y su hermano. Helena se dedicó a convertirse en asesina para vengar la muerte de su familia, regresando a Gotham para eliminar a los sicarios que mataron a su familia, encontrándose con los otros héroes cuando mata a Victor Zsasz, el último sicario, solo para ser informada de que la persona que realmente organizó el éxito fue Roman Sionis. Si bien se muestra que es una asesina letalmente eficiente, carece del estilo dramático que siente que necesita para presentarse a sus objetivos, lo que la lleva a consternación cuando descubre que solo se la conoce como "la asesina de ballesta". Después de ayudar a las heroínas a matar a Sionis, Helena usa las viejas cuentas bancarias de su familia (después de obtener la información necesaria para desbloquearla de Harley Quinn) para financiar un nuevo equipo de vigilantes de ella, Dinah Lance y Renée Montoya: las Birds of Prey.

### Videojuegos
- La encarnación de Cazadora como Helena Bertinelli es un personaje desbloqueable en Justice League Heroes, con la voz de Vanessa Marshall. Se puede desbloquear pagando 53 protectores anaranjados en la pantalla del menú.
- Helena Bertinelli puede tener piezas personalizadas de su personaje en Lego Batman: el videojuego. Ella también es un personaje desbloqueable en la versión de Nintendo DS del juego.
- Aparece en DC Universe Online, con la voz de Claire Hamilton. Ella aparece tanto como un NPC en varias misiones o como un personaje jugable en Legends, un modo PvP donde los jugadores pueden usar personajes icónicos en simulaciones de batalla. La instancia individual "The Hunt" permite a los jugadores simular el enfrentamiento entre la Cazadora y Santo Cassamento, donde se entera de que el Dom Cassamento es su verdadero padre.
- Es mencionada por Vicki Vale en Batman: Arkham City mientras habla con el alcalde Sharp en una entrevista.
- Aparece como un personaje jugable en Lego Batman 2: DC Super Heroes, con la voz de Kari Wahlgren.
- La versión Arrow de Cazadora aparece a través de contenido descargable como un personaje jugable en Lego Batman 3: Beyond Gotham.
- La encarnación de Cazadora como Helena Bertinelli aparece en Batman: Arkham Knight en un cuadro de chat de mensajes instantáneos en el último piso de la torre del Reloj.
- En Injustice 2, durante una interacción entre Canario Negro y Hiedra Venenosa mencionan a Cazadora siendo asesinada por Mujer Maravilla.
- La versión Helena Bertinelli de Cazadora es un personaje jugable en Lego DC Super-Villains, con la voz de Sumalee Montano.